# Griesham
Die Einöde Griesham  ist ein Ortsteil der Gemeinde Münchsmünster im Landkreis Pfaffenhofen in Oberbayern.

## Lage
Der Ort, in dem ein Gutshof betrieben wird, liegt etwa vier Kilometer westlich von Münchsmünster in den weiten Ebenen des Donautales in einer Auenlandschaft. Regensburg ist in östlicher Richtung etwa 55 Kilometer und Ingolstadt in westlicher 25 Kilometer entfernt. München liegt ungefähr 90 Kilometer südlich des Ortes.

## Geschichte
Die Entstehung des Hofes reicht vermutlich bis in das 9. /10. Jahrhundert zurück. Der Name des Ortes leitet sich von dem mittelhochdeutschen „Griez“ (=Sand, Kies) und „Ham“ (= Heim) ab. Im Jahr 1375 erwarben die aus Vorarlberg stammenden Schellenberger den Hof zusammen mit dem Dorf Niederwöhr. 1442 gelangte Griesham für kurze Zeit in den Besitz der Herren von Train, um dann 1469 an das Kloster Münchsmünster weiter veräußert zu werden. Um 1470 lebte hier der „Selige Bauer von Griesham“, auch „Seliger Bauer von Vohburg“ genannt. Dicht am Hof befand sich eine zu Ehren des Bischofs Ulrich von Augsburg errichtete Kapelle, welche 1803 in den Wirren der Säkularisation abgerissen wurde.
Bei der Bildung der politischen Gemeinden in den Jahren 1808/1818 wurden Griesham sowie die Ortschaften Nieder-, Mitter- und Oberwöhr zu einer selbstständigen Gemeinde Wöhr zusammengefasst. Im Rahmen der Gebietsreform erfolgte am 1. Januar 1978 die Eingliederung dieser Gemeinde nach Münchsmünster.

## Struktur
Auf dem Gutshof wird Land- und Forstwirtschaft betrieben. 